# Patrocínio simultâneo
Patrocínio simultâneo, tergiversação ou patrocínio infiel simultâneo, é a tipificação de crime contra a administração da justiça. Nele incorre advogado ou procurador que prejudica interesse a quem deveria resguardar, ou que lhe seja confiado. É incluída nesta descrição ou tipificação criminal, a conduta delituosa de advogado que trabalha em prol das duas partes que litiga. Pode acarretar pena de seis meses a três anos. É admitida “a tentativa” como conduta delituosa, e sua consumação ocorre com a prática de ato processual.
Trair dever funcional; defender as duas partes ao mesmo tempo, com prejuízo a uma das partes está entre os Crimes Contra a Administração da Justiça, descrito no Código Penal, Art. 355.

## Tergiversação no dicionário
Tergiversação, fora do significado jurídico, é a interpretação forçada das palavras, adulterando-as. Uma desculpa evasiva ou rodeio ao cerne do que está focado o objeto.

Tergiversação - sf (lat tergiversatione)
1. Ato ou efeito de tergiversar.
2. Desculpa, evasiva, rodeio. 
3. Interpretação forçada do sentido das palavras, que as adultera por completo.

## Descrição no Código Penal
CRIMES CONTRA A ADMINISTRAÇÃO DA JUSTIÇA

Art. 355 - Trair, na qualidade de advogado ou procurador, o dever profissional, prejudicando interesse, cujo patrocínio, em juízo, lhe é confiado:
Pena - detenção, de seis meses a três anos, e multa.
Patrocínio simultâneo ou tergiversação
Parágrafo único - Incorre na pena deste artigo o advogado ou procurador judicial que defende na mesma causa, simultânea ou sucessivamente, partes contrárias.

## Quando o patrocínio não é infiel
O patrocínio é infiel quando o advogado que peticiona em favor de um cônjuge em processo de separação litigiosa, no mesmo processo, agir em favor da outra parte, contrária a que lhe contratou. Assim, promovendo prejuízo de interesses, traindo o cliente a que representa.
No caso de separações não litigiosas, não comete crime o advogado que trabalha em favor das duas partes, pois não haveria o patrocínio infiel, sem o consentimento de partes, ou com prejuízo de partes.

## Jurisprudência

### Promover acordo entre partes não configura delito
Entretanto, cabe salientar que a eventual participação de advogado na realização de acordo entre as partes não configuraria nenhum delito, na medida em que estaria somente funcionando como um mediador, tentando realizar um acordo, não havendo violação ao princípio do contraditório. - Não havendo provas da defesa por advogado, na mesma causa, de partes contrárias, não resta configurado o delito de patrocínio simultâneo ou tergiversação, previsto no parágrafo único, do artigo 355, do Código Penal brasileiro. 

O crime de patrocínio simultâneo ou tergiversação pressupõe partes contrárias e interesses antagônicos, o que não se caracteriza quando o advogado, em nome das partes, peticiona em reclamação trabalhista a homologação de acordo firmado extrajudicialmente pelos contendores, tendo em vista que na hipótese os objetivos são comuns, inexistindo parte contrária. Não pode existir patrocínio infiel simultâneo quando as partes consentem na atuação do mesmo profissional, em questão de interesse comum. 

### Após encerrado interesse da parte, advogado pode pleitear em favor da outra
Quando um advogado pede cumprimento de prestação alimentícia, tendo obtido vantagem em favor da cliente, cessa o interesse da cliente, não tendo havido prejuízo de parte, pode pleitear soltura em favor do executado: 

1. O delito de patrocínio simultâneo ou sucessivo implica trair interesses das partes ou de uma delas somente quando há conflito de pretensões.
2. Não pratica o delito de patrocínio simultâneo ou sucessivo o advogado que, depois de paga a prestação alimentícia pleiteada por sua cliente, comunica o fato ao Juiz do processo e requer a expedição de alvará de soltura em favor do executado, posto que não mais existiam direitos em conflito.
3. Justifica-se o trancamento da ação penal quando a atipicidade é constatada de plano, sem necessidade de aprofundamento no exame de provas. Ordem concedida, prejudicado o exame da incompetência do juízo.

## Matéria da Imprensa
Em matéria publicada em abril de 2011, Felipe Seligman, publicou que o Ministro indicado pela Dilma Rousseff, Sebastião Alves dos Reis Júnior, para o Superior Tribunal de Justiça STJ fez defesa ilegal em processo. Reis Júnior afirma que seu nome figurou como advogado da Cnec por um equívoco.

O presidente da Ordem dos Advogados do Brasil, Ophir Cavalcante, explica que o patrocínio simultâneo é vedado não só criminalmente, como pelo Código de Ética da OAB: “É uma infração grave. Na maioria dos casos dizem que foi inadvertido, que não sabiam, que alguém do escritório pegou a causa, mas isso não é justificativa”. A atuação de Sebastião e de Anna Maria na ação não livrou o CNEC de fracasso.